# Гойцув
Гойцув (пол. Gojców) — село в Польщі, у гміні Опатув Опатовського повіту Свентокшиського воєводства.
Населення — 239 осіб (2011).
У 1975-1998 роках село належало до Тарнобжезького воєводства.

## Демографія
Демографічна структура на день 31 березня 2011 року:
|          | Загалом | Допрацездатний вік | Працездатний вік | Постпрацездатний вік |
| -------- | ------- | ------------------ | ---------------- | -------------------- |
| Чоловіки | 115     | 20                 | 85               | 10                   |
| Жінки    | 124     | 22                 | 78               | 24                   |
| Разом    | 239     | 42                 | 163              | 34                   |